# François Roume
Pour les articles homonymes, voir Roume.
François Antoine Roume, né à Marseille le 18 mars 1873 et mort à Buenos Aires le 1er février 1960, est un sculpteur français ornemaniste.

## Biographie
François Antoine Roume, fils d'Innocent Roume tapissier en ameublement et de Jeanne Marie Palun, se marie à 19 ans le 18 juin 1893 avec Estelle Arnaud. Ils auront un fils Henri Ange Innocent Roume né à Marseille le 9 janvier 1893. Il entre à l'école des Beaux-Arts de Marseille où il est l'élève d'Émile Aldebert. Ainsi, à la distribution des prix en 1891 à l'Académie des Beaux-Arts de Marseille, il obtient un accessit pour un buste d'après l'antique et le prix Cantini d'une valeur de 100 francs pour un buste d'après nature.
Il effectue en 1894 son service militaire au 141e régiment d'infanterie. Après sa démobilisation, il commence sa carrière de sculpteur ; en 1904 il s'associe avec Jules Ollive pour fonder la galerie Roume-Ollive qui ne perdurera pas. Remobilisé en 1914, il sera le 4 avril 1916 renvoyé dans ses foyers car il est, à cette époque, père de six enfants. En effet après la naissance de son fils Henri, François Roume divorcera de sa première femme et se remariera à Marseille le 15 décembre 1913 avec Eléonore Pellenc, née à Alger le 10 mars 1878. Le couple aura en 1916 cinq enfants dont trois nés avant leur mariage, à savoir :
- Roméo Innocent (Marseille 11 octobre 1906 / Marseille 22 mars 1982)
- Julette Antoinette
- Marcel Léon Jean
- Fernand Francis (Allauch 21 février 1914 / Marseille 27 mai 2013)
- Mireille Désirée (Marseille 26 janvier 1916 / Marseille 27 mai 2013)

Le couple aura par la suite trois autres enfants :
- Yvonne (Allauch 1er mars 1918 / Buenos Aires 1997)
- Violette
- Carlos (es) (Buenos Aires 21 février 1923 / Buenos Aires 20 septembre 2009) qui sera en Argentine un auteur célèbre de bandes dessinées.

## Œuvres
Les sculptures de François Roume actuellement connues sont peu nombreuses. On peut citer ;
- Deux paires de masques mythologiques de la façade d'un immeuble situé au 253-255 de la rue Paradis à Marseille ornant les pilastres sous les fenêtres arquées ; un masque représente Hermès coiffé du pétase et un autre Héraclès.
- Homme nu chevauchant un cheval de labour, statuette en plâtre d'une hauteur de 34 cm, vers 1910[6]
- Gyptis et Protis, statuette plâtre de 50 cm de hauteur, vers 1910[7].
- Femme atteinte d'un cancer de la tyroïde, buste plâtre de 77 cm de haut, 1911[8]. Ce buste appartient à la fondation Oswaldo-Cruz située à Rio de Janeiro au Brésil et crée en 1900 pour promouvoir la recherche dans le domaine de la santé publique.